# Дорошенко Олександр Володимирович
Олекса́ндр Володи́мирович Дороше́нко (нар. 1 вересня 1981) — український спортсмен-паралімпієць, заслужений майстер спорту України з легкої атлетики серед спортсменів з ураженням опорно-рухового апарату, кавалер ордена «За мужність» — 2004, почесний громадянин Луганська.
Хворіє на дитячий церебральний параліч, намагаючись займатися спортом, наразився на нерозуміння чиновників, які просто виштовхували його з кабінетів. Коли на захист стали громадськість і преса, почав тренуватися.

## Життєпис
Народився 1 вересня 1981 року у Луганську. Батьки залишили його в пологовому будинку, звідки він потрапив до Прилуцького обласного будинку дитини. Через сім років Олександра перевели до Знам'янської школи-інтернату, що в Кіровоградській області, де він жив і навчався до повноліття. З малих років, незважаючи на свою хворобу, хлопчик захоплювався спортом.
У 19 років поступив в Луганське обласне професійно-технічне училище-інтернат на спеціальність «кравець верхнього одягу». У цей час на спортивних тренуваннях познайомився з тренером Римою Старостіною. Після важких і тривалих тренувань він став чемпіоном України з легкої атлетики серед спортсменів з ураженням опорно-рухового апарату.
Закінчив навчання в Луганському педагогічному університеті — «олімпійські види спорту». У 2008 році він одружився у переїхав жити у Черкаси — на батьківщину своєї дружини.

## Спортивна кар'єра
У 2001 році — друге і п'яте місце на Всесвітніх іграх серед спортсменів з наслідками ДЦП з легкої атлетики в штовханні ядра та метанні списа, які проходили в англійському Бірмінгемі, в 2002-м — два Золота на чемпіонаті світу у Франції, там же Олександр встановив свій перший світовий рекорд у штовханні ядра. Потім три золота на чемпіонаті Європи в 2003 році. 2004 рік ознаменувався для хлопця двома золотими і однією бронзовою медалями на Паралімпіаді в Афінах, і знову рекорд Паралімпійських ігор в штовханні ядра.
У наступні два роки — чотири золота, два срібла і одна бронза на світових чемпіонатах та іграх. І два світові рекорди в штовханні ядра.
- 2004 року на XII літніх Паралімпійських іграх в Афінах встановив новий рекорд світу у штовханні ядра — 14 м 87 см.
- призер чемпіонату світу 2006 р.;
- чемпіон світу (Франція, 2013 р.) з легкої атлетики серед спортсменів з ураженням опорно-рухового апарату;
- чемпіон Європи (м. Ассен, Нідерланди, штовхання ядра);
- 1 золота та 1 срібна медалі на першості світу з легкої атлетики серед спортсменів з ураженням опорно-рухового апарату (Катар, 2015 року);
- багаторазовий рекордсмен світу, Європи та України;
- учасник XV літніх Паралімпійських іграх 2016 року у Ріо-де-Жанейро. У фіналі наш атлет посів шосте місце у метанні спису клас F38 з результатом 44,81 м.

### Чемпіонат світу 2019
На Чемпіонаті світу з легкої атлетики, що відбувався 2019 року з 7 по 15 листопада у Дубаї (Об'єднані Арабські Емірати) завоював 2 нагороди. 9 листопата у заключній, 6-й спробі, виборов срібну нагороду у метанні списа (категорія F38), при цьому встановив континентальний рекорд з результатом 54,87 м. А 11 листопада завоював друге срібло вже у штовханні ядра (категорія F38) і також з континентальним рекордом.

## Відзнаки та нагороди
- Орден «За мужність» (2004);
- Орден «За Вітчизну» III ступеню;
- Почесний громадянин Луганська;
- Відзнака Президента України — ювілейна медаль «25 років незалежності України» (2016).[3]